# Arthur Decabooter
Arthur Decabooter (Welden, Oudenaarde, 3 d'octubre de 1936 - Zingem, 26 de maig de 2012) fou un ciclista flamenc, que fou professional entre 1959 i 1967. Durant la seva carrera esportiva aconseguí més de 60 victòries, destacant tres etapes a la Volta a Espanya i el Tour de Flandes de 1960. Era cunyat del també ciclista Walter Godefroot.

## Palmarès
- 1958
  - 1r a la Nokere Koerse
- 1959
  - 1r al Gran Premi de la vila de Zottegem
  - 1r al Circuit de Houtland
- 1960
  - 1r al Tour de Flandes
  - 1r a l'A través de Bèlgica
  - 1r de l'Escaut-Dendre-Lys
  - 1r al Gran Premi Marcel Kint
  - Vencedor de 2 etapes de la Volta a Espanya
  - Vencedor d'una etapa de la Volta a Bèlgica
- 1961
  - 1r de l'Omloop Het Volk
  - 1r del Gran Premi E3
  - 1r de Gran Premi Briek Schotte
  - 1r del Gran Premi de Denain
  - Vencedor d'una etapa de la Volta a Espanya
- 1964
  - 1r de la Kuurne-Brussel·les-Kuurne
  - 1r al Circuit de Houtland
- 1965
  - 1r a la Nokere Koerse
- 1966
  - 1r a l'Elfstedenronde
  - Vencedor de 2 etapes de la Volta a Andalusia
  - Vencedor d'una etapa dels Quatre dies de Dunkerque

### Resultats al Tour de França
- 1962. Abandona (14a etapa)
- 1963. Abandona (11a etapa)
- 1964. Abandona (16a etapa)

### Resultats a la Volta a Espanya
- 1960. 10è de la classificació general. 1r de la classificació per punts i vencedor de 2 etapes
- 1961. Abandona. Vencedor d'una etapa
- 1964. 16è de la classificació general